# Eberhard Kirchberg
Eberhard Kirchberg (* 1950 in Leipzig) ist ein deutscher Schauspieler.

## Leben
Eberhard Kirchberg absolvierte nach einer Gesangsausbildung im Leipziger Thomanerchor von 1969 bis 1973 ein Schauspielstudium an der Theaterhochschule „Hans Otto“ in Leipzig. Sein erstes Engagement hatte er am Schauspielhaus Karl-Marx-Stadt, dem er bis Ende der 1980er Jahre angehörte. Seit 1989 ist er regelmäßige am theater 89 zu sehen, dem er seit dessen Gründung angehört.

## Filmografie
- 1977: Mama, ich lebe
- 1978: Ich zwing dich zu leben
- 1980: Die Heimkehr des Joachim Ott (Fernsehfilm)
- 1980: Solo für Martina (Fernsehfilm)
- 1982: Rächer, Retter und Rapiere (Fernsehserie, 7 Episoden)
- 1983: Der Aufenthalt
- 1986: Hilde, das Dienstmädchen
- 1990: Pause für Wanzka (Fernsehfilm)
- 1991: Tanz auf der Kippe
- 1991: Farßmann oder Zu Fuß in die Sackgasse
- 1997: Tatort: Eiskalt (Fernsehreihe)
- 2000: Die Polizistin
- 2003: Good Bye, Lenin!
- 2004: 18 – Allein unter Mädchen (Fernsehserie, Episode 9)
- 2005: Abschnitt 40 (Fernsehserie, Episode 18)
- 2005: SOKO Wismar (Fernsehserie, Episode 21)
- 2008: Der Kriminalist (Fernsehserie, Episode 15)
- 2009: Polizeiruf 110: Endspiel (Fernsehreihe)
- 2011: Dreileben (Fernsehfilm, 3 Teile)
- 2013: Ein starkes Team: Die Frau des Freundes (Fernsehserie)
- 2014: Wir sind jung. Wir sind stark.

## Theater

### Darsteller
- 1972: Michail Roschtschin: Valentin und Valentina (Valentin) – Regie: Gerhard Meyer (Schauspielhaus Karl-Marx-Stadt)
- 1974: Seán O’Casey: Rote Rosen für mich (Jüngling) – Regie: Piet Drescher (Schauspielhaus Karl-Marx-Stadt)
- 1975: William Shakespeare: Die Komödie der Irrungen – Regie: Herbert König (Schauspielhaus Karl-Marx-Stadt)
- 1976: Arnold Wesker: Hochzeitsfest (Junger Ehemann) – Regie: Hartwig Albiro (Schauspielhaus Karl-Marx-Stadt)
- 1978: Alexander Wampilow: Letzten Sommer in Tschulimsk (Schamanow) – Regie: Horst Schönemann (Deutsches Theater Berlin – Kammerspiele)
- 1980: Georg Büchner: Dantons Tod (Robespierre) – Regie: Hartwig Albiro (Schauspielhaus Karl-Marx-Stadt)
- 1981: George Bernard Shaw: Der Mann des Schicksals (Leutnant) – Regie: Wolfgang Heinz (Theater im Palast Berlin)
- 1985: Georg Kaiser: Der Silbersee (Severin) – Regie: Hartwig Albiro (Schauspielhaus Karl-Marx-Stadt)
- 1990: Georg Büchner: Woyzeck (Franz Woyzeck) – Regie: Hans-Joachim Frank (theater 89)
- 1991: Samuel Beckett: Warten auf Godot (Estragon) – Regie: Gabriele Heinz (theater 89)
- 1992: Jürgen Holtz: König Kacke – Regie: Hans-Joachim Frank (Das Ei Berlin)
- 1992: Oliver Bukowski: Das Lachen und das Streicheln des Kopfes (Franz) – Regie: Hans-Joachim Frank (theater 89)
- 1993: Oliver Bukowski: Burnout – Die Verweigerung des hohen Cehs (Golem) – Regie: ? (theater 89)
- 1999: Oliver Bukowski: Gäste (Lutz Mirsch) – Regie: Hans-Joachim Frank (theater 89)
- 2000: Katharina Gericke: Maienschlager (Vater Jakob) – Regie: Hans-Joachim Frank (theater 89)
- 2003: Martin McDonagh: Der Krüppel von Inishmaan – Regie: Hans-Joachim Frank (theater 89)

### Regie
- 1987: Athol Fugard: Aloen – Regie mit Gabriele Heinz (Schauspielhaus Karl-Marx-Stadt)

## Hörspiele
- 2003: Haruki Murakami: Untergrundkrieg – Der Anschlag von Tokyo – Regie: Matthias Lempert (Hörspiel – WDR)

## Auszeichnungen
- 1975: Preis des Fernsehens der DDR bei den 3. Tagen des Chansons in Frankfurt (Oder)[1]
- 2011: Besondere Auszeichnung (undotiert) als bester Schauspieler beim Filmkunstpreis für Dreileben (Filmtrilogie)